# Квадропедализм
Квадропедализм, или четырёхногая ходьба, — форма наземного передвижения (локомоции), при которой четвероногие (а также богомолы, которые в основном ходят таким образом) используют все четыре конечности (ноги), чтобы передвигаться. Животные или машины, которые обычно сохраняют четвероногое положение и передвигаются, используя все четыре конечности, называются «квадропедами» (от латинского quattuor для «четыре» и pes, pedis для «нога»). Большинство квадропедов являются наземными позвоночными, включая млекопитающих и рептилий, хотя некоторые из них в основном водные, такие как черепахи, амфибии и ластоногие.
Двуногие четвероногие, такие как некоторые птицы (например, китоглав), иногда используют свои крылья, чтобы выпрямиться после того, как бросились на добычу.

## Квадропеды и тетраподы
Хотя слова «квадропед» и «тетрапод» произошли от терминов, означающих «четвероногий», они имеют разные значения. Тетрапод — это любой член таксона Tetrapoda (который определяется по происхождению от определённого предка с четырьмя конечностями), тогда как квадропеды фактически используют четыре конечности для передвижения. Не все тетраподы являются квадропедами, и не все существа, которых можно описать как «квадропедальные», являются тетраподами. Это последнее значение включает определённые искусственные объекты; почти все квадропедальные организмы являются тетраподами (за исключением некоторых хищных членистоногих, приспособленных к передвижению на четвереньках, таких как Mantodea).
Различие между квадропедами и тетраподами важно в эволюционной биологии, особенно в контексте тетрапод, чьи конечности приспособились к другим ролям (например, руки у людей, крылья у птиц и плавники у китообразных). Все эти животные — тетраподы, но ни одно из них не является квадропедальным. Даже змеи, у которых конечности рудиментарны или полностью утрачены, всё же являются тетраподами.

## Люди
В июле 2005 года в сельской местности Турции учёные обнаружили пятерых братьев и сестер, которые научились естественно ходить на руках и ногах. В отличие от шимпанзе, которые передвигаются на костяшках пальцев, семья Улас ходила на ладонях, что позволяло им сохранять ловкость пальцев.
Многие люди, особенно занимающиеся паркуром, фрираном и естественным методом Жоржа Эбера, считают, что квадропедализм помогает развивать всё тело. Кэнъити Ито — японец, известный своим скоростным бегом на четырех конечностях. Квадропедализм иногда называют передвижением на четвереньках, он наблюдается при ползании, особенно у младенцев.

## Квадропедальные (четвероногие) роботы
BigDog — динамически устойчивый четвероногий робот, созданный в 2005 году компанией Boston Dynamics совместно с Foster-Miller, Лабораторией реактивного движения НАСА и Harvard University Concord Field Station.
Также Лабораторией реактивного движения в сотрудничестве с Лабораторией робототехники Калифорнийского университета в Санта-Барбаре разработан робот RoboSimian с упором на стабильность и продуманность. Он был продемонстрирован на соревновании роботов DARPA Robotics Challenge.

## Проноградная поза
Проноградия, или горизонтальное положение туловища, — понятие, связанное с четвероногими. Хотя почти все четвероногие животные проноградные, двуногие животные также имеют такую позу, в том числе многие современные птицы и вымершие динозавры.
Нечеловеческие обезьяны с ортоградной (вертикальной) спиной могут ходить как четвероногие, что называется ходьбой на кулаках.